# IC 4063
IC 4063 је галаксија у сазвјежђу Ловачки пси која се налази на листи објеката дубоког неба у Индекс каталогу.
Деклинација објекта је + 39° 14' 42" а ректасцензија 13h 1m 6,6s. Привидна величина (магнитуда) објекта IC 4063 износи 15,5 а фотографска магнитуда 16,5.